# Julee Cruise
Julee Ann Cruise (Creston, 1º dicembre 1956 – Pittsfield, 9 giugno 2022) è stata una cantante e attrice statunitense.

## Biografia
Appassionata di musica sin da bambina, iniziò apprendendo a suonare la tromba e il corno. Successivamente fece parte di diverse orchestre sinfoniche; nei primi anni ottanta partecipò a numerose produzioni televisive e si aggiudicò un posto nel coro di un musical western di Angelo Badalamenti.
Il suo successo è in gran parte legato alla fortunata serie televisiva I segreti di Twin Peaks, di David Lynch e Mark Frost, oltre che al precedente Velluto blu dello stesso Lynch, due lavori ai quali la cantante prestò la propria voce. In particolare nel film Velluto Blu era presente col brano Mysteries of Love, mentre per la colonna sonora del serial Twin Peaks la Cruise cantò i brani The Nightingale, Into the Night, la celeberrima Falling, The World Spins e Rockin' Back Inside My Heart. Queste cinque canzoni furono pubblicate sul disco d'esordio solista dell'artista, Floating into the Night (1989), mentre su quello della colonna sonora del serial, ossia Original Soundtrack from Twin Peaks, vennero incluse solo le prime tre. La Cruise apparve in Twin Peaks anche come attrice, nel ruolo della cantante di un locale notturno che eseguiva tutti i succitati brani. Era presente anche nel finale del 17º episodio della ripresa della serie nel 2017 nel quale cantò The World Spins. Il suo stile era caratterizzato da una voce particolarmente eterea e suadente e dunque ben si prestò alle atmosfere torbide e sensuali delle opere lynchiane. Il regista fu altresì autore dei testi delle canzoni dei suoi primi due album, Floating into the Night e The Voice of Love, mentre musica ed arrangiamenti vennero curati da Angelo Badalamenti.
Verso la fine del 1990 il gruppo The B-52s la chiamò in sostituzione di Cindy Wilson in diverse tappe del tour.
Nel 1991 registrò sotto la produzione di Lynch e Angelo Badalamenti una cover di Elvis Presley: Summer Kisses, Winter Tears per la colonna sonora del film Fino alla fine del mondo di Wim Wenders.
Nel 1992 partecipò al Saturday Night Live. A Cannes alla prima del film Fuoco cammina con me eseguì il brano Questions in a World of Blue e la sua voce fu scelta per l'apertura delle Olimpiadi di Barcellona.
The Voice of Love (1993) fu il titolo del secondo album, contenente il singolo In My Other World, incluso nel disco da solista di Martin Lee Gore Counterfeit².
Nel 1996 il brano Artificial World venne incluso nella colonna sonora di Scream.
Nel 2003 il singolo The World Spin fu inserito in una scena del film The Company.
Tra il 2001 e il 2004 assieme a Kahan e Kid kongo Powers partecipò ad Arezzo Wave. Nel 2002 uscì The Art of Being a Girl, terzo album dell'artista.
Nella sua carriera non mancò il teatro (House Of Blue Leaves, A Little Night Music, Beehive, Little Shop Of Horrors, Cabaret, Pump Boys, Dinettes) insieme a  qualche film per la tv.
Nel 2018 le venne diagnosticato il lupus, rivelatosi particolarmente invalidante e doloroso. 
Julee Cruise morì suicida nel 2022.

## Discografia
- Floating into the Night (1989)
- The Voice of Love (1993)
- The Art of Being a Girl (2002)
- My Secret Life (2011)